# Паметник на Незнайния воин (Ботевград)
Паметник на Незнайния воин, в миналото Паметник на героите, Паметник на загиналите за Родината и Паметник на загиналите за Отечеството е военен паметник на площад „Незнаен воин“ в Ботевград. Открит е на 20 октомври 1929 г. в чест на загиналите 39 офицери и войници от Ботевград в Балканската, Междусъюзническата и Първата световна война.

## История
Паметникът е изграден с помощта на орханийското запасно подофицерско дружество „Сурсувул“, което в подпомогнато от Общината и граждани. С голямо влияние е създаденият през 1928 г. „Общоградски комитет за стопанско и културно повдигане на града и околията“. Паметникът е открит тържествено с името Паметник на загиналите за Отечеството. На него присъстват над 20 000 души от града и съседните села.
На южната страна на паметника са изписани имената на всички 39 офицери и войници, които са загинали в трите войни. На първо място е името на Стамен Панчев, който е произведен посмъртно в поручик. Най-много са убитите от родовете Романски и Цагарски. Върху източната, западната и северната страна на пиедистала са изобразени битови и военни сцени. Върху него е поставена статуя на войник в цял ръст във военна униформа и с пушка при нозе. Войникът гледа в посока юг-югозапад, към българските земи в Тракия и Македония. Прототип на статуята на войника е използвана снимка на подпоручик Йордан Кюрпанов, който е участник във войните и остава военноинвалид. Умира през 1924 г. Същата снимка е използвана и за направата на статуята върху войнишкия паметник в Етрополе. Войнишката фигура на паметника е излята от бронз в Рим.
През годините на площада пред паметника се провеждат военните паради на 6 май, празненствата за 1 ноември, 24 май и др. На 9 септември 1944 г. организирана група от Националния комитет на Отечествения фронт съобщава на това място за извършения държавен преврат и смяната на властта.